# Sloboschanske (Tschuhujiw)
Sloboschanske (ukrainisch Слобожанське;  russisch Слобожанское Sloboschanskoje) ist eine Siedlung städtischen Typs im Zentrum der ukrainischen Oblast Charkiw mit etwa 14.400 Einwohnern (2017).

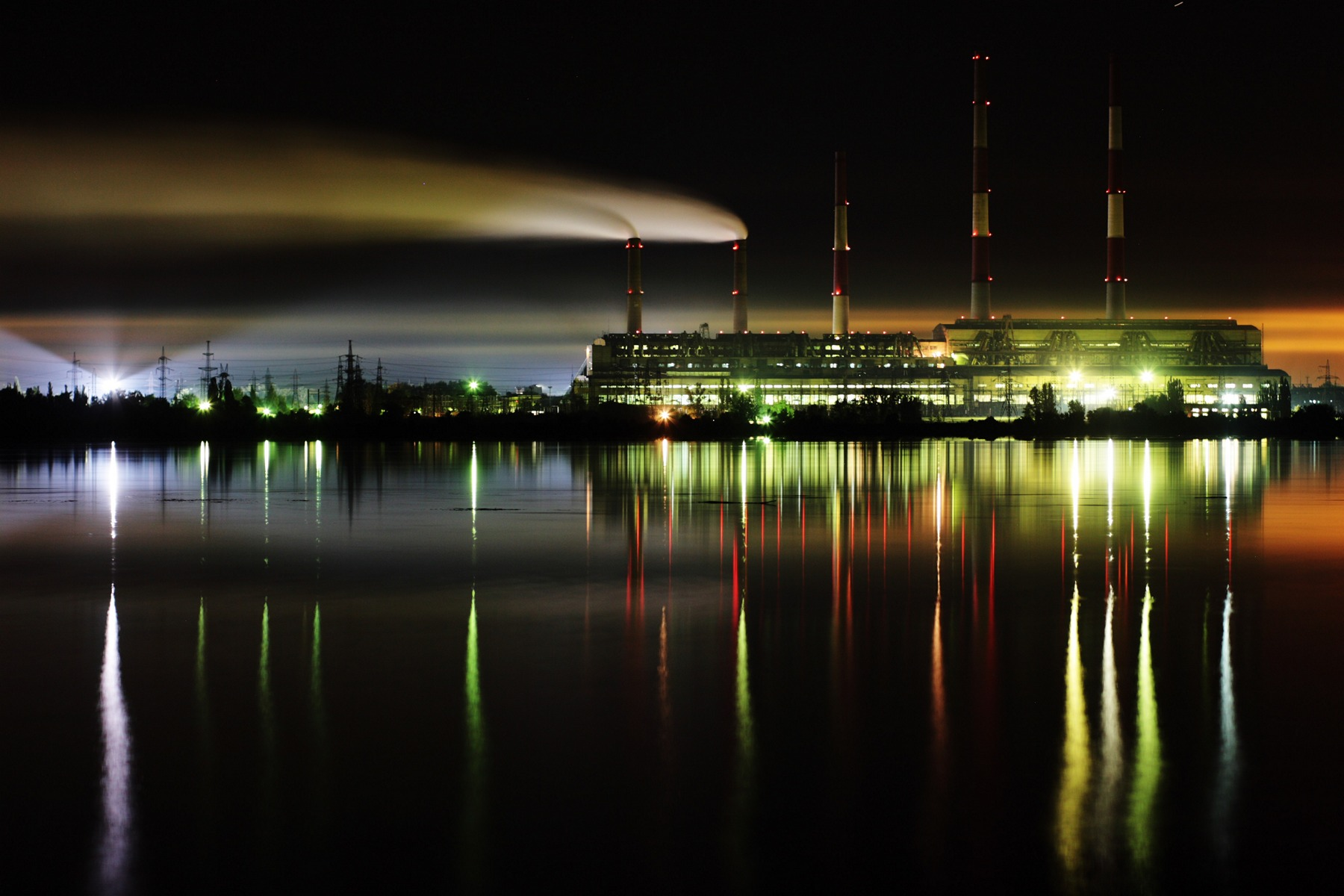
Das Wärmekraftwerk bei Nacht vom Lyman-See aus gesehen

Der Ort wurde im Jahre 1956 unter dem Namen Komsomolske (Комсомольське) gegründet und erhielt 1960 den Status einer Siedlung städtischen Typs. Am 4. Februar 2016 wurde der Ort im Rahmen der Dekommunisierung in Sloboschanske umbenannt.
In Sloboschanske befindet sich mit dem Kraftwerk Smijiw (ukrainisch Зміївська ТЕС) eines der größten Wärmekraftwerke der Ukraine.

## Geographie
Der Ort liegt im Rajon Tschuhujiw am Ufer des 16 km² großen Lyman-See und an der Regionalstraße P–78 59 km südöstlich vom Oblastzentrum Charkiw und 22 km südöstlich vom ehemaligen Rajonzentrum Smijiw.

## Verwaltungsgliederung
Am 12. Juni 2020 wurde die Siedlung zum Zentrum der neugegründeten Siedlungsgemeinde Sloboschanske (Слобожанська селищна громада/Sloboschanska selyschtschna hromada). Zu dieser zählen auch die 13 in der untenstehenden Tabelle aufgelisteten Dörfer sowie die Ansiedlungen Blahodatne, Donez und Lisne, bis dahin bildete sie zusammen mit den Ansiedlungen Blahodatne und Donez die gleichnamige Siedlungsratsgemeinde Sloboschanske (Слобожанська селищна рада/Sloboschanska selyschtschna rada) im Südosten des Rajons Smijiw.
Am 17. Juli 2020 wurde der Ort ein Teil des Rajons Tschuhujiw.
Folgende Orte sind neben dem Hauptort Sloboschanske Teil der Gemeinde:
| Name                     | Name        | Name                       |
| ukrainisch transkribiert | ukrainisch  | russisch                   |
| ------------------------ | ----------- | -------------------------- |
| Blahodatne               | Благодатне  | Благодатное (Blagodatnoje) |
| Datschne                 | Дачне       | Дачное (Datschnoje)        |
| Donez                    | Донець      | Донец                      |
| Henijiwka                | Геніївка    | Гениевка (Genijewka)       |
| Kurortne                 | Курортне    | Курортное (Kurortnoje)     |
| Lisne                    | Лісне       | Лесное (Lesnoje)           |
| Lyman                    | Лиман       | Лиман (Liman)              |
| Sanky                    | Занки       | Занки (Sanki)              |
| Scheludkiwka             | Шелудьківка | Шелудьковка (Scheludkowka) |
| Ukrajinske               | Українське  | Украинское (Ukrainskoje)   |